# والتر فلدمن
والتر زِو فلدمن (به انگلیسی: Walter Zev Feldman) یک محقق پیشرو در زمینهٔ موسیقی ترکی و موسیقی یهودی است.

## زندگی‌نامه
فلدمن در سال ۱۹۷۰ از سیتی کالج نیویورک در رشتهٔ زبان‌های شرقی مدرک کاردانی گرفت و در سال ۱۹۸۰ در دانشگاه کلمبیا تحصیلاتش را برای مدرک دکترا در زمینهٔ موسیقی آسیای میانه (ازبکی و جغتایی) تکمیل کرد.

## فعالیت‌ها
در دههٔ ۱۹۷۰ میلادی، فلدمن در احیای کلزمر (موسیقی سنتی یهودیان اشکنازی) پیشرو بود؛ فلدمن خود سازهای سنتور، سنج و تنبور می‌نوازد.
در سال ۱۹۸۵، فلدمن یک گرنت از موقوفه ملی علوم انسانی دریافت کرد تا تئوری موسیقی عثمانی که توسط دیمیتری کانتمیر (شاهزادهٔ اهل مولداوی) در حوالی ۱۷۰۰ نگاشته شده بود، به انگلیسی ترجمه کند. حاصل این کار، کتاب موسیقی بارگاه عثمانی: مقام، آهنگسازی، و رپرتوار سازی اولیهٔ عثمانی (به انگلیسی: Ottoman Court: Makam, Composition, and the Early Ottoman Instrumental، چاپ شده در سال ۱۹۹۶ در برلین) بود که به عنوان یک متن مرجع در تمام دنیا به کار می‌رود. محسن حجاریان معتقد است که بیشترین پژوهش در مورد جدایی موسیقی ایرانی و ترکی را فلدمن در همین کتاب انجام داده‌است.
در سال ۲۰۰۱ وی برای فرهنگنامه موسیقی و موسیقی‌دانان نیو گروو مدخل‌هایی برای موسیقی عثمانی و موسیقی کلزمیر نوشت.
در سال ۲۰۰۴ او پروژهٔ ثبت مولوی‌خوانی‌های دراویش ترکیه به عنوان یک شاهکار شفاهی و ناملموس میراث بشری را با موفقیت مدیریت کرد.